# Sher 25
Sher 25 (NGC 3603 25) è una stella di tipo supergigante blu, distante circa 20.000 anni luce dal Sole, localizzata nella Regione H II NGC 3603, nella costellazione della Carena. Ha una magnitudine apparente di 12.2 con uno spettro stellare B1.
Si ritiene che questa stella sia giunta ad uno stadio della sua evoluzione relativamente prossimo al punto in cui esploderà come supernova, essendo molto simile a Sk-69 202, la stella da cui nel 1987 fu generata la supernova SN 1987a, nella Grande Nube di Magellano.